# Traiskirchen
Traiskirchen je město ležící asi 20 km na jih od Vídně v okrese Baden v Dolních Rakousích. Žije zde přibližně 19 tisíc obyvatel.
Mimo průmyslu (například tu sídlila továrna Semperit, uzavřená v roce 2002) je pro Traiskirchen významné vinařství. Město je známé také díky uprchlickému táboru.

## Členění města
Město sestává z následujících katastrálních území:
- Möllersdorf
- Oeynhausen
- Traiskirchen
- Tribuswinkel (s právy trhů)
- Wienersdorf

### Připojení obcí
V roce 1972 se připojila katastrální území Oeynhausen a Tribuswinkel. Přáním obyvatel je oddělení Tribuswinkelu od města. V zásadě bylo již vyššími úřady schváleno. Dodnes se to nemohlo uskutečnit pro nevyjasněnost a vyčíslení hospodářského vzrůstu.

## Politika

### Starostové
- 1867 do 1886: Josef Freschner
- 1886 do 1890: Karl Luyderer
- 1890 do 1899: Michael Buchberger
- 1899 do 1904: Karl Theuer
- 1904 do 1919: Johann Foissner
- 1919 do 1934: Johann Schuster
- 1934 do 1938: Josef Ferschner
- 1938 do 1945: Josef Mikulovszky
- 1945 do 1960: Johann Schuster
- 1960 do 1972: Alois Jirovetz
- 1972 do 1985: Josef Musser
- 1985 do 2014: Friedrich Knotzer
- 2014 do 2024: Andreas Babler[3]
- od roku 2024: Sabrina Divoky [4]

## Kultura a pamětihodnosti

### Hvězdárna
Traiskirchen má nejstarší hvězdárnu v Dolních Rakousích (od roku 1967) jménem „Hvězdárna Franze Krollera“. Nachází se uprostřed města na střeše městské budovy a je přístupná z ulice Bräuhausgasse.

### Muzeum
- Městské muzeum Traiskirchenu je v památkově chráněném paláci Möllersdorferské pobočky dřívější textilky.

### Kostely
Je zde několik kostelů, z toho dva leží přímo v Traiskirchenu na silnici B17:
- Farní kostel svaté Markéty. Kostel, fara a dřívější hřbitov se rozprostírá na ploše obklopené již vysušeným vodním příkopem a je přístupný před kamenný most s věží.
- Filiální farní kostel svatého Mikuláše - jednoduchá stavba postavená na tržišti a je orientovaná na východ. Podle existujících listin tu stál kostel již kolem roku 1400.
- Evangelický kostel postavený v roce 1913 poblíž uprchlického tábora.
- Farní kostel svatého Wolfganga stojí v městské části Tribuswinkel, uprostřed obce na hlavní třídě, volně stojící s terasou, obklopený lípami a orientován byl na západ.
- Kostel v Möllersdorfu je poblíž obecné školy.
- Kostel v Oeynhausenu stojí také na silnici B17.

### Sport
- Spolek "Arkadia Traiskirchen Lions" – košíková. Hraje první rakouskou spolkovou ligu.
- Základna Softballu "Traiskirchen Grasshoppers" je americká míčová hra v tělovýchovném a rekreačním středisku v Traiskirchenu.
- Fotbalový klub "FCM Traiskirchen" hraje územní ligu „jih/jihovýchod“.
- Tenisový klub "TC Traiskirchen" v tělovýchovném a rekreačním středisku Traiskirchen hraje územní ligu „jih/východ“.
- Sportovní hlavní škola Traiskirchen.
- "RuckTchouk Traiskirchen", 1. rakouský Tchoukbalový spolek, v roce 2013 se stal nejlepším týmem v Evropě.

## Hospodářství a infrastruktura
Pro četnost průmyslových podniků je významným hospodářským odvětvím i v oblasti vinařství. Je zde velký počet "Heurigen" a také se každoročně pořádají burčákové slavnosti.

### Doprava
Nejdůležitějšími komunikacemi je Jižní dálnice A2 a Wiener Neustädter Straße B17 mezi Vídní a Vídeňským Novým Městem.
Veřejným dopravním spojením je také vídeňská lokálka „Badner Bahn“, „Aspangbahn ÖBB“ a několik autobusových linek.

### Průmysl
V Traiskirchenu sídlí Semperit AG- pneumatikárna. Firma byla v roce 1985 prodána firmě Continental AG. Roku 1994 bylo výzkumné a vývojové oddělení přemístěno do koncernu v Hannoveru. V roce 1996 byla výroba pneumatik pro osobní vozidla, navzdory politické intervenci, zredukována a v roce 2002 zcela zastavena.

## Obyvatelstvo

### Významní rodáci
- Karl Drexler (1894-1981) - hasičský funkcionář.
- Hans Seischab (1898-1965) - profesor podnikové ekonomie.
- Hellmuth Swietelsky (1905-1995) - stavební podnikatel.
- Otto Vogl (* 1927) - chemik.